# Толбот, Джон, 3-й граф Шрусбери
Джон Толбот, 3-й граф Шрусбери, 3-й граф Уотерфорд, 9-й барон Толбот (англ. John Talbot, 3st Earl of Shrewsbury; 12 декабря 1448 — 28 июня 1473) — английский аристократ и военачальник. 3-й Лорд верховный стюард Ирландии (1460—1473), кавалер Ордена Подвязки.
Несмотря на то, что он был военным и государственным деятелем, Уильям Вустер описывал его как «более преданного литературе и музам, чем политике и оружию».

## Биография
Родился 12 декабря 1448 года. Старший сын Джона Толбота, 2-го графа Шрусбери (1417—1460), и леди Элизабет Батлер. Его дедом по материнской линии был Джеймс Батлер, 4-й граф Ормонд (1393—1452). Джоан де Бошан (1396—1430), жена Джеймса Батлера, была дочерью Уильяма де Бошана, 1-го барона Бергавенни, и Джоан Арундел. Джоан Арундел была дочерью Ричарда Фицалана, 11-го графа Арундела, и Элизабет де Богун. Элизабет была дочерью Уильяма де Богуна, 1-го графа Нортгемптона.
В июле 1460 года после гибели своего отца Джон Толбот унаследовал титулы 3-го графа Шрусбери, 3-го графа Уотерфорда, 9-го барона Толбота, 12-го барона Стрейнджа из Блэкмера и 8-го барона Фёрниволла, а также почетную должность лорда верховного стюарда Ирландии.
Во время Войны Алой и Белой розы был сторонником Ланкастерской династии. 17 февраля 1460/1461 года Джон Толбот был пожалован в рыцари после Второй битвы при Сент-Олбансе. Он участвовал в битве при Таутоне в 1461 году.
Джон Толбот занимал должности мирового судьи в Шропшире (1466), Ноттингемшира (февраль 1466/1467), Дербишира (февраль 1466/1467) и Стаффордшира (февраль 1466/1467). В сентябре 1471 года он был назначен на должность главного судьи Северного Уэльса
В феврале 1471/1472 и мае 1473 года он дважды назначался специальным комиссаром на переговорах с Шотландией.

## Семья
Около 1467 года Джон Толбот женился на Кэтрин Стаффорд (ок. 1437 — 26 декабря 1476), дочери Хамфри Стаффорда, 1-го герцога Бекингема (1402—1460), и Энн Невилл (1411—1480), дочери Ральфа Невилла, 1-го графа Уэстморленда, и Джоан Бофорт, графини Уэстморленд. У них было трое детей:
- Джордж Толбот, 4-й граф Шрусбери (ок. 1468 — 26 июля 1538), преемник отца.
- Томас Толбот (род. 1470).
- Энн Толбот (род. 1472), муж — Томас Батлер.

Джон Толбот, 3-й граф Шрусбери, скончался в возрасте 24 лет 28 июня 1473 года в Ковентри. Он был похоронен в монастыре Уэрксоп в Ноттингеме.